# 영동 지방
영동 지방(嶺東地方)은 강원특별자치도의 백두대간(태백산맥과 소백산맥 일부) 동쪽 지방을 가리키는 말이다.
강원도는 대관령(大關嶺)을 기준으로 영서 지방(嶺西地方)과 영동 지방으로 나뉘는데, 대한민국의 강원특별자치도 강릉시, 동해시, 속초시, 삼척시, 태백시, 고성군, 양양군과 조선민주주의인민공화국의 강원도 통천군, 고성군 일대가 영동 지방에 해당한다. 그리고 영서 남부의 영월군, 평창군, 정선군은 지리적으로는 영서 지방이나, 신라 대 하서주(현재의 강원특별자치도 강릉시)에 속해 있었고 영동 방언을 사용하는 등 문화나 언어 면에서 영동 지방의 색채와 더 유사하기에 영동 지방으로 분류한다.
영동 지방의 중심 도시는 강릉시이다.

## 같이 보기
- 영동 방언
- 영서 지방
- 영동고속도로
- 영동선
- 영동군(永同郡, 충청북도)